# Phytomyza euphorbiae
Phytomyza euphorbiae är en tvåvingeart som beskrevs av Friedrich Georg Hendel 1936. Phytomyza euphorbiae ingår i släktet Phytomyza och familjen minerarflugor. Inga underarter finns listade i Catalogue of Life.